# Капу Кампулуј (Сучава)
Капу Кампулуј (рум. Capu Câmpului) насеље је у Румунији у округу Сучава у општини Капу Кампулуј. Oпштина се налази на надморској висини од 453 m.

## Становништво
Према подацима из 2002. године у насељу је живело 2319 становника, од којих су сви румунске националности.